# GERMS 狙われた街
GERMS 狙われた街（ジャーム ねらわれたまち）は、1999年7月22日にケー・エー・ジェーから発売されたPlayStation用ゲームソフト。

## 概要
2007年時点で2世代前にあたる初代PlayStationにおいて、約3km四方の広大な街を徒歩や車、電車等を利用してシームレスに移動できる3D世界を構築している。その代償として街に通行人は存在せず、建造物や地形がグレー一色に描かれているが、これらの表現上の制約から生み出される不気味な雰囲気が作品世界にマッチし、深みを与えている。
FPS視点のアドベンチャーと言う国産ゲームらしからぬシステムであると同時に、状況がリアルタイムで進行して行くシステムは、当時としては斬新過ぎたチャレンジであり、マシンパワーも追いついていなかった印象があるが、広大な街一つを原寸距離でモデリングし、室内の部屋一つ一つが出入り自由であったりと、3Dアドベンチャーとしての作りこみは凄まじく、The Elder Scrolls IV: Oblivionやシェンムー、グランド・セフト・オートシリーズ等の現在主流となっているリアルタイムアドベンチャーの要素を、1990年代当時において確立していた部分は国産ゲームとしても稀な存在であり、評価されるべき部分である。なおPlayStationでほぼ同時期に同様のシステムを確立しているゲームとして、前年の1998年12月に発売されたヒューマンのミザーナフォールズがある。発売当時は知名度も無く埋もれていたが、近年において動画共有サイト等にプレイ動画がアップロードされ、再評価され始めている。

## ストーリー
キャッチコピーは「地球侵略心理アドベンチャー」。
舞台はかつて炭坑で栄えた街。新聞記者である主人公は、この街の支局に配属され20年ぶりに帰郷する。ある日、北部の山に落ちた発光体から広まった「何か」によって変調を訴える人々が現れ、街は次第に「侵略」されて行く。主人公はこの現象の調査を開始する。

## ゲームシステム
FPS系の一人称視点の画面で構成される。現実の6倍の速さで時間が流れており、時間の経過とともに街の侵略が進んで行く。
プレイヤーは事務所のPCから情報を収集し、各地の建物を訪れ「変異した人々」やボスを倒してその建物を解放する。
決められた攻略の順番やストーリーの流れはなく、一般市民も倒せる等自由度が高い。ただし、一般市民を殺害しすぎると一時警察署に拘留される。
主人公のパラメータには通常の体力(HP)のほかに「疲労度」と「スタミナ」があり、前者はホテルで就寝・事務所で仮眠をとることで、後者は町中のレストランやデリカテッセンで食事をする・テイクアウトした食料を摂取することで回復する。
疲労度が上昇するとスタミナの減りが速くなり、スタミナがゼロになると問答無用で死亡する。スタミナは攻撃を受けることでも減少する。
体力は病院ならびにカイロプラクティックで回復できるが、病院は遠い上に診療時間が短い。カイロプラクティックは事務所の向いにあって24時間営業なだけでなく、イベントが起こるまで時間を進めるのにも使用できる。
「街」は日系人が多く住むアメリカの片田舎の設定のようで、武器店で近接武器・銃火器を購入できるほか、友人や町の協力者などから特殊兵器を提供される場合がある。
残留思念
「変異した人々」を倒すと残留思念が現れ、その人物の名前／職業／考え／攻略のヒント等の情報を得られる。
ミュータント化
敵に倒されるとプレイヤーもミュータント化し、それまでの敵が味方に、普通の人間が敵に、と立場が逆転する。

## 登場人物
「あなた」
主人公であり、プレーヤーが操作することになる新聞記者。高校時代まで両親とこの「街」で生活していたが街の衰退とともにいったん「街」を去る。その後新聞記者として「街」に赴任したことで戻ってきた。プレイ中のナレーションでは一貫して「あなた」と二人称で呼ばれる。
助手
主人公と同じ新聞社に勤める。素早い行動が得意らしい。使用しない武器を預かっているほか、「街」の各所にある公衆電話で呼び出すことができ、乗用車をプレーヤーの元に送り届けたり、新聞社前に戻すことができる。
フジタ
「あなた」の古くからの友人でフリーエネルギーを研究するアマチュア科学者。親が死んでからはその遺産を趣味の研究につぎ込んでおり、他の住人からは変わり者扱いされている。自身が発明した機械が街の中に「時空連続体の歪み」を検知したことで「あなた」に相談をもちかけてくる。彼が同行して建物を解放した場合、入手した部品から強力な武器（レーザー銃と重力波兵器）を発明して提供してくれる。言動は柔和だが、「何か役に立つはず」と発電所にプラスチック爆弾を持ち込んだり、普段使われていないのをいいことに港の倉庫で新型武器の実験を強行したりと行動は非常にアグレッシブである。
ナオミ
「あなた」のかつてのガールフレンド。既婚者だが現在は独身。丁度街を訪れたところで事件に巻き込まれる。医師志望であり、ニュータウン公立病院が人手不足だった時は手伝いもしていた。ホテルでともに食事をとるイベントがあるほか、最後のステージの一部で「あなた」に同行する。
コウダ
黒いスーツ姿の国防局エージェント。「街」で起きている異変を探るために派遣されてきた。彼の前に「街」に潜入したが、行方不明になった3人の国防局エージェントを探しており、新聞社の本社を通して「あなた」に協力を依頼してきた。彼ら全員と接触した後コウダに会うと、強力な軍の装備（M47ドラゴン対戦車ミサイル）を提供してくれるが、彼自身は鉱山以外でほとんど行動を取ることがない。サングラスをかけてはいないが、その外観はメン・イン・ブラックを意識しているように見える。
イケダ　ジュサブロウ＆マサコ
新聞社向かいの地図屋を運営する夫婦。マサコからは新聞社から目的地までの道筋を記した地図を買うことができるほか、イケダからはゲームプレイ時に必要な事項（各建物の位置、行き方やその歴史など）のほとんどを聞くことができる。
フカダ　ワタル
街の外れの山を所有する老人。もとは中央病院に勤めていた思慮深い医者で尊敬されていたが、今では頑固な老人として煙たがられている。彼の家で裏山の未確認飛行物体騒ぎについて問うと、くだらぬことだと怒りをあらわにする。その後、いったん発熱で病院へ入院するが再び家に戻る。このときフカダの家を訪れると、街で起きた「変化」の真相の一端を知ることができる。
科学者
フジタの友人で、ヴィルヘルム・ライヒを尊敬している科学者。数年前にミステリーサークルがこの街に発生したといってその近くに移り住んだらしいが、他の住人達からは自作自演が疑われている。「変化」による地球の激変を恐れており、自身が改良を加えた対UFO兵器（クラウドバスターとヒエロニムスマシン）を二度にわたり提供してくる。
クラーク　マエダ
新聞社向かいの回路に勤める整体師。24時間いつでも何度でも「あなた」の体力回復に付き合ってくれる。彼によると、HP回復をやってくれるカイロはここだけらしい。ブレンダはカイロの受付担当。
ヤマモト　コウヘイ
街南西部の火力発電所スタッフ。言動には大阪弁が混じる。「異変」が起きた際には風邪で休んでいたため、発電所で唯一「変化」していなかった。
サカグチ　ハキム
カテドラル信徒組合に所属する。主人公にカテドラルの異変を伝えてくる。
タンバ　サブロウ
ニュータウン公立病院スタッフ。「変化」を原因不明の奇病として街中に警戒を呼び掛けるが、自身も既に「変化」していた。ただし、人間としての良心は残っているらしく、主人公がミュータントになった場合は元に戻るための手順を教えてくれる。何度倒しても復活する。
オダギリ　シュンサク
警察署に勤めるベテラン刑事。この異変の真相を独自に追っているが、実際に行動しているシーンは鉱山第一層解放後のみと少ない。「あなた」が警察に一度目に拘束された場合にも登場する。
クチキ　アユム
新聞社近くのホテルシーズンズ内レストランに勤めるウエイトレス。ホテルでの異変をメールで伝えてくる。ナオミとのデートのときにも出現する。彼女会いたさにホテルに来る人間は後を絶たないらしい。
ヤマサキ
かつてこの「街」の鉱山開発を推し進めた大富豪。北部の山の中腹には、入ることはできないが一族の大きな邸宅が残っている。鉱山開発だけでなく「街」のインフラ整備、カテドラルの改築などにも力を惜しまなかったようだ。閉山後は街を去り、所有権も他者に譲渡している。
テンプル・オブ・ユニバース
「宇宙の寺院」を自称する集団。古代この「街」に住んでいた種族が「街」に作った地下水道や「街」のエネルギーの中心、そして彼らの教えを守っており、構成員のほとんどは超能力者。そのことから、周囲からはもっぱら超能力者協会という名で通っている。「あなた」の素質を見出し、偶然性を操作することで「あなた」をサポートしている。またパワークリスタルを武器として提供する。
インデンコ・ネット
「街」に最近できた多国籍企業が整備したコンピューター・ネットワークとその会社。街の東側の山の上に巨大なビルと衛星アンテナ群を備えている。「あなた」のパソコン上のメールと「街」の変化の具合はインデンコ・ネットが提供している。
その正体は、4000年前から地球人の発達をひそかに見守っている異星人が運営する企業だった。彼らは地球外からもたらされた「変化」が地球に悪影響を及ぼすとして「あなた」に協力を依頼してくる。
ミュータント
「街」に侵入した「何か」によって媒介される「変化」を起こした個体。人間のみならず、犬のような動物や機械すら「変化」を起こし、知能を持って行動するようになる。また、複数の生物や種族が融合した個体も存在する。「変化」をこの地球上のすべてに広げること、そして鉱山中央部に建造を進めている「時空のカタパルト」を完成させ、「新しい次元に旅立つ」ことを目的としている。

## おもな建物
新聞社
プレーヤーがゲーム開始時にいる場所。デスクのパソコンでインデンコ・ネットのメールサービスや「街」の様子、自身のパラメータを調べることができる。またいくつかのイベントでは電話をかける／受けることもある。助手に話しかけると普段は2つしか持ち歩けない武器のうち一つを預けたり受け取ったりできる。ソファでは一日二度まで仮眠を取ることができる。
火力発電所
「時空連続体の歪み」が最初に検出された場所。「変化」した発電所の所員や警備の番犬達が襲ってくる。
カテドラル
「街」の中央部にある大型のカテドラル。最近になって信者が行方不明になる事件が相次いている。地下水道でテンプル・オブ・ユニバースと繋がっている。
駅
「街」の外へとつながっている鉄道は止まっており、複数の人間が足止めを食らっている。また人の出入りを監視する「変化」した人間もいる。
ホテル
駅から誘導された人間が閉じ込められている。プレーヤーも寝泊りすることができるほか、一階にあるレストランで食事を取ることも可能。
病院
序盤から「変化」した人間がいるが、多くは倒しても病院を出入りすると復活する。「変化」した患者を収容する隔離病棟を解放した後、霊安室の奥に地下水道への入り口を見つけることができる。
倉庫街
中盤までは偽装されており奥に行くことはできない。中盤以降、フジタとともに侵入すると怪しい装置が稼働しており、多数の機械に襲撃される。
インデンコ・ネット
序盤は一階部分にしか入れないが、やがて幹部のいる最上階に行くことができるようになる。
テンプル・オブ・ユニバース
超能力者協会。メールが来るまでは奥に入ることはできない。
地下水道
古代この「街」に住んでいた種族が作り上げた地下水道。超能力者協会とカテドラル、病院と鉱山をそれぞれ結んでいる。
ヤマサキ鉱山
序盤は第一層のみ入ることができる。終盤は地下水道経由で最終層に侵入し、最終ミュータントたちと「時空のカタパルト」を巡って対決することになる。またプレーヤーが「変化」したときは鉱山第一層からスタートする。
警察署
普段は事態が進行しても何も起こらないが、逮捕イベントを2回発生させると「変化」した敵に占拠されている。
これらの他、「フジタの家」「フカダの家」といった特定イベントの発生する場所や「レストラン」「デリカテッセン」「カイロプラクティク」といった店舗、そしていくつかマップ上に存在するもののイベント等が発生しない建物が複数存在する。またマップ上には公衆電話が点在し、助手に頼んで自動車を移動させたりセーブ操作を行うことができる。

## その他
- 本ゲームの説明書は、「街」の広大な地図を印刷するため一枚の紙を折りたたんだものである

- 本ゲームのパッケージにはゲーム名が書かれていない。またよく見ると男女の裸体により構成されていることが分かる。

- フリーエネルギー、ミステリーサークル、ヒエロニムスマシンといった多数のトンデモネタが扱われている。

- 本ゲームの商業的失敗が現在サービス中の和製メタバース、「splume（スプリューム）」開発のきっかけであるという[5][6]。本ゲームでは街を50m四方のブロックに区切って、主人公周辺のブロックを順次読み込んでいくという方法をとっている。HTMLのハイパーリンクをこのブロック同士のような空間的繋がりに変えられるのではないかという発想から「splume」は誕生した。